# Benigna Gottlieb von Trotha gt Treyden
Benigna Gottlieb von Trotta genannt Treyden, född 15 oktober 1703, död 5 november 1782, var en hertiginna av Kurland, gift den 25 februari 1723 med hertig Ernst Johann von Biron av Kurland.

## Biografi
Benigna Gottlieb var dotter till den kurländske adelsmannen Wilhelm von Treyden. Hon blev hovdam åt Kurlands änkehertiginna och regent Anna Ivanovna 1720 och 1723 bortgift med Ivanovnas älskare Ernst Johann von Biron. Äktenskapet blev enligt uppgift arrangerat av Ivanovna för att avvärja misstankarna om att Biron var hennes älskare. 

### Hovdam
Hon och maken åtföljde Anna Ivanovna till Ryssland då denna blev kejsarinna år 1730. Gottlieb beskrivs till det yttre som mycket ful och märkt av smittkoppor, och som person som vresig och högdragen. Hon var impopulär men respekterad vid hovet, och ska ägnat sin uppmärksamhet åt sina plikter som hovdam och förälder. Anna Ivanovna gav henne ofta dyrbara gåvor, och själv lade hon ut stora summor på kläder och smycken. Då maken utsågs till hertig av Kurland år 1737, dekorerades hon med Katarinaorden. 
Vid makens arrestering 1740 arresterades även hon klädd i bara nattskjorta, och hon tillbringade fängelsetiden med honom. 

### Hertiginna av Kurland
Hon följde år 1763 med sin make till Kurland, där hon tillbringade resten av sitt liv som hertiginna av Kurland vid hovet i Mitau. Efter sin sons tronbestigning 1769 bodde hon på Rundāles pils.
Benigna Gottlieb beskrivs som en skicklig målare och handarbetare. Hon och hennes dotter broderade en sidentapet föreställande Sibiriens naturfolk som sattes upp i Jelgava slott. Hon skrev också en bok med religiösa poem på tyska, som trycktes i Moskva 1777 med titeln Eine grosse Kreuztragerin.